# Associazione Calcio Venezia 1972-1973
Questa voce raccoglie le informazioni riguardanti l'Associazione Calcio Venezia nelle competizioni ufficiali della stagione 1972-1973.

## Rosa
| N. |                   | Ruolo | Calciatore           |
| -- | ----------------- | ----- | -------------------- |
|    | Italia (bandiera) | D     | Mario Ardizzon       |
|    | Italia (bandiera) | A     | Alessio Badari       |
|    | Italia (bandiera) | D     | Pier Luigi Bassanese |
|    | Italia (bandiera) | C     | Agostino Flaborea    |
|    | Italia (bandiera) | C     | Gritto Modonese      |
|    | Italia (bandiera) | D     | Roberto Parlanti     |
|    | Italia (bandiera) | A     | Giovanni Ridolfi     |
|    | Italia (bandiera) | A     | Giancarlo Roffi      |

| N. |                   | Ruolo | Calciatore           |
| -- | ----------------- | ----- | -------------------- |
|    | Italia (bandiera) | C     | Franco Ronchi        |
|    | Italia (bandiera) | C     | Vittorino Rossi      |
|    | Italia (bandiera) | D     | Sandro Santarello    |
|    | Italia (bandiera) | C     | Nello Scarpa         |
|    | Italia (bandiera) | P     | Eros Seda            |
|    | Italia (bandiera) | A     | Corrado Serato       |
|    | Italia (bandiera) | A     | Stefano Trevisanello |